# Pine Island (Hernando County, Florida)
Pine Island ist eine Insel sowie ein census-designated place (CDP) im Hernando County im US-Bundesstaat Florida. Das U.S. Census Bureau hat bei der Volkszählung 2020 eine Einwohnerzahl von 62 ermittelt.

## Geographie
Pine Island ist eine der Küste vorgelagerte Insel im Golf von Mexiko. Sie liegt rund 25 Kilometer westlich von Brooksville sowie etwa 85 Kilometer nördlich von Tampa.

## Demographische Daten
Laut der Volkszählung 2010 verteilten sich die damaligen 64 Einwohner auf 71 Haushalte. Die Bevölkerungsdichte lag bei 320 Einw./km². 96,9 % der Bevölkerung bezeichneten sich als Weiße und 3,1 % als Afroamerikaner.
Im Jahr 2010 lebten in 12,1 % aller Haushalte Kinder unter 18 Jahren sowie 51,5 % aller Haushalte Personen mit mindestens 65 Jahren. 72,7 % der Haushalte waren Familienhaushalte (bestehend aus verheirateten Paaren mit oder ohne Nachkommen bzw. einem Elternteil mit Nachkomme). Die durchschnittliche Größe eines Haushalts lag bei 1,94 Personen und die durchschnittliche Familiengröße bei 2,25 Personen.
11,0 % der Bevölkerung waren jünger als 20 Jahre, 9,7 % waren 20 bis 39 Jahre alt, 25,1 % waren 40 bis 59 Jahre alt und 44,8 % waren mindestens 60 Jahre alt. Das mittlere Alter betrug 61 Jahre. 50,0 % der Bevölkerung waren männlich und 50,0 % weiblich.
Das durchschnittliche Jahreseinkommen lag bei 75.263 $, dabei lebte niemand unter der Armutsgrenze.
Im Jahr 2000 war Englisch die Muttersprache von 100 % der Bevölkerung.